# Мамула (филм)
Мамула (енгл. Nymph) је српски хорор филм из 2014. године у режији Милана Тодоровића. Сценарио за филм су написали Mарко Бацковић, Mилан Kоњевић и Бери Kитинг.
Филм је премијернo приказан у Београду на ФЕСТ-у 8. марта 2014. године.

## Радња
Две студенткиње из Америке, Кели и Луси, одлазе у Црну Гору да посете Алекса, пријатеља из студентских дана. После неколико дана уживања, њихов пријатељ и колега са факултета заједно са својом вереницом их наговара да посете напуштено острво Мамула, иако су упозорени да се на њему дешавају чудне ствари и чули разне легенде о њему. На острву не затичу никога сем једног  риболовца који почиње да их лови у жељи да их убије. Он  држи лепу девојку за коју се испостави да је сирена која лепим изгледом и песмом опчињава мушкарце  а потом се убрзо претвара у крвожедног монструма који се храни људима. Када схвате да су заробљени на острву морају да открију начин да побегну.

## Улоге
| Глумац                  | Улога   |
| ----------------------- | ------- |
| Kристина Kлиб           | Кели    |
| Натали Берн             | Луси    |
| Слободан Стефановић     | Алекс   |
| Драган Mићановић        | Бобан   |
| Миодраг Крстовић        | Рибар   |
| Јанко Цекић             | Сергеј  |
| Јелена Ракочевић Цекић  | Ана     |
| Софија Рајовић          | Јасмина |
| Зорана Kостић Oбрадовић | Сирена  |
| Франко Неро             | Нико    |

## Продукција
Филм Мамула је сниман у периоду од 25. септембра до 10. октобра 2013. године у Херцег Новом и околини, али је највећи део филма сниман на острву Мамула.
Копродуценти филма су: Џери Kетеринг, Прва српска телевизија, Mедија плус и Диџитал крафт, док је извршни продуцент Викторија филм.
Филмски центар Србије је за постпродукцију овог филма издвојио износ од 4.800.000 динара.